# Liste der Naturdenkmale in Offenbach am Main
Die Liste der Naturdenkmale in Offenbach am Main nennt die in Offenbach am Main in Hessen gelegenen Naturdenkmale. Sie sind nach (§ 28 Bundesnaturschutzgesetz BNatschG) geschützt.
| Bild                          | Bezeichnung                                     | Ortsteil, Lage                                               | Beschreibung | Art              | Nr. |
| ----------------------------- | ----------------------------------------------- | ------------------------------------------------------------ | --- | ---------------- | --- |
| Fotos hochladen               | Entensee oder Großer See                        | Bürgel und Rumpenheim 50° 7′ 39″ N, 8° 47′ 2,8″ O            | Isoliertes Gewässer in der Agrarlandschaft. Früher Fundort seltener Tier- und Pflanzenarten. Benannt nach den einst zahlreich dort nistenden Enten.                                                                  | Gewässer         |     |
| Fotos hochladen               | August-Reiß-Eiche                               | Offenbach 50° 4′ 33″ N, 8° 46′ 26″ O                         | 1590 gepflanzte, ca. 40 m hohe Eiche 300 m östlich der Straße nach Dietzenbach an der Pechschneise. Benannt nach dem Geheimen Forstrat August Reiß (1844–1929).                                                      | Stieleiche       |     |
| Fotos hochladen               | Eiche                                           | Offenbach, Bismarckstraße 193 50° 5′ 55,1″ N, 8° 45′ 15,4″ O | Etwa 200 Jahre alte, 25 m hohe Stieleiche | Stieleiche       |     |
| Fotos hochladen               | Mark-Eiche                                      | Offenbach 50° 5′ 4,9″ N, 8° 46′ 35,8″ O                      | Etwa 23 m hohe, wahrscheinlich durch Tiere angesamte sechsstämmige Stieleiche. Etwa 170 m nördlich der Stadthalle, ca. 50 m westlich des Hainbaches. Benannt nach dem Gewann „Die Mark“.                             | Stieleiche       |     |
| BW                            | Pyramideneiche                                  | Offenbach, Rödernstraße 50° 6′ 16,2″ N, 8° 45′ 2,9″ O        | Etwa 30 m hoher Baum auf dem Gelände der Kindertagesstätte Rödernstraße. Er wurde am 6. Februar 2019 gefällt. | Säuleneiche      |     |
| Fotos hochladen               | Zwei Ginkgo biloba (1 männlich, 1 weiblich)     | Rumpenheim 50° 7′ 55,6″ N, 8° 48′ 4,7″ O                     | Im Schlossgarten Rumpenheim. | Ginkgo           |     |
| Fotos hochladen               | Zwei Ginkgo biloba (1 männlich, 1 weiblich)     | Rumpenheim 50° 7′ 55,6″ N, 8° 48′ 6,8″ O                     | Im Schlossgarten Rumpenheim. | Ginkgo           |     |
| Fotos hochladen               | Zwei Pyramideneichen (Quercus robur fastigiata) | Rumpenheim 50° 7′ 54,5″ N, 8° 48′ 4,7″ O                     | Im Schlossgarten Rumpenheim standen 1979 noch vier 25 bis 40 m hohe und sehr schlanke Pyramideneichen. Damals waren zwei davon schon in sehr schlechten Zustand. Inzwischen bis auf eine als Naturdenkmal erloschen. | Säuleneiche      |     |
| mehr Fotos \| Fotos hochladen | Eibe (Taxus baccata)                            | Offenbach, Geleitsstraße 64 50° 6′ 6,1″ N, 8° 45′ 25,6″ O    | Etwa 10 m hoher Baum auf Privatgrundstück. | Europäische Eibe |     |
| Fotos hochladen               | Weiher „Im Oberhorst“                           | Offenbach 50° 4′ 44,8″ N, 8° 44′ 19,2″ O                     | Wahrscheinlich im 18. Jahrhundert als Waldweiher angelegt. Das 200 bis 250 m lange Gewässer war Standort seltener Pflanzen wie Straußblütiger Gilbweiderich und von Moosen.                                          | Gewässer         |     |
| mehr Fotos \| Fotos hochladen | Jahn-Eiche                                      | Offenbach 50° 5′ 40,6″ N, 8° 45′ 40,2″ O                     | Solitärbaum an der Ecke Gutenbergstraße/Starkenburgring. Im Winter 1911/12 zu Ehren von „Turnvater Jahn“ gepflanzt. Seit Juli 1988 Naturdenkmal. Gedenkstein am Fuß des Baums.                                       | Stieleiche       | 11  |
| BW                            | Hindenburgeiche                                 | Offenbach 50° 4′ 12″ N, 8° 45′ 45″ O                         | Etwa 28 m hohe Eiche ca. 110 m südwestlich der Straße nach Dietzenbach. Im Sturm umgestürzt und als Denkmal erloschen.                                                                                               | Stieleiche       |     |

## Belege
1. 1 2 3 4 5 6 7 8 9 10 11  
Georg Wittenberger und Hans-Joachim Schablitzki: Die Naturdenkmale und Landschaftsschutzgebiete von Offenbach am Main. (PDF; 2,05 MB) Offenbacher Verein für Naturkunde im Auftrag des Magistrats der Stadt Offenbach am Main, 1979, abgerufen am 24. Januar 2016.
2. ↑  Pilzbefall: Fällung der Säuleneiche in der Rödernstraße. Archiviert vom Original (nicht mehr online verfügbar) am 16. Februar 2019; abgerufen am 15. Februar 2019.
3. 1 2  
Sigrid Aldeloff: Zweimal jährlich kommt der Gutachter. www.fr-online.de, 3. April 2015, abgerufen am 3. Februar 2016.
4. ↑  
Georg Wittenberger: Die Jahneiche. (PDF; 1006 kB) in 88. Bericht des Offenbacher Vereins für Naturkunde. Offenbacher Verein für Naturkunde, 1988, S. 24–28, abgerufen am 3. Februar 2016.

- Karte mit allen Koordinaten:
- OSM |
- WikiMap